# O Teatro dos Vampiros
"O Teatro dos Vampiros" é uma single da banda Legião Urbana, lançada em 1991 e contida no álbum V.
A música foi o grande sucesso do álbum, estando entre as 100 músicas mais tocadas no ano de 1991, ficando em 27º lugar. A canção também estaria presente na coletânea Música p/ Acampamentos e no disco Acústico MTV, ambos lançados no ano seguinte.